# Alarma (álbum)
Alarma es el tercer álbum de estudio (1969) de Los Pekenikes y último de la trilogía original de la banda, pues sería el último con la formación completa antes de abandonar la compañía Hispavox y la órbita de Trabucchelli. Ya entre los sencillos y la publicación del álbum ocurren cosas como la marcha al servicio militar de Lucas Sainz y Vicente Gasca, los cuales son sustituidos por Toni Obrador, tenido en ese momento como el mejor guitarrista de los años 60 en España y por Antonio Brito que lleva la trompeta además de componer.
Por fin, en este álbum se acredita la participación de Waldo de los Ríos al frente de la Orquesta Manuel de Falla. Se da por supuesto que además ejerce de director artístico.
Del álbum se llegaron a extraer hasta cinco sencillos, algunos antes y otros después de la publicación del álbum, lo que da fe del éxito de ventas del grupo en aquel momento. Además se llegaron a sacar un par de sencillos de promoción destinado a profesionales.
| Cara 1 |                                                      |          |  |
| N.º    | Título                                               | Duración |  |
| 1.     | «Alarma» (A. Sainz)                                  | 3:04     |  |
| 2.     | «Mangas Verdes» (Popular- Arreglos de Los Pekenikes) | 2:26     |  |
| 3.     | «Cristal de Bohemia» (A. Sainz)                      | 3:15     |  |
| 4.     | «Nostalgia» (A. Sáinz-I.M. Sequeros)                 | 2:46     |  |
| 5.     | «Lluvia en la pradera» (A. Brito)                    | 3:01     |  |

| Cara 2 |                                                                             |          |  |
| N.º    | Título                                                                      | Duración |  |
| 1.     | «Aria (La Pasión según San Mateo)» (J. S. Bach (Arreglos de Los Pekenikes)) | 2:58     |  |
| 2.     | «Rumor de olas» (A. Sáinz-I.M. Sequeros)                                    | 3:23     |  |
| 3.     | «Cerca de las estrellas» (A. Sáinz)                                         | 3:33     |  |
| 4.     | «Nostalgia» (A. Sáinz- Arreglos por Waldo de los Ríos)                      | 2:48     |  |
| 5.     | «Hechizo» (A. - V. Gasca)                                                   | 2:30     |  |
| 6.     | «Crepúsculo de cobre» (Tony Luz - L. Rincón)                                | 2:52     |  |

## Miembros
- Alfonso Sainz - Saxofón y guitarra.
- Lucas Sainz - Guitarra líder.
- Toni Obrador - Guitarra líder, guitarra eléctrica con pedal de efectos.
- Ignacio Martín Sequeros - Bajo eléctrico, armónica y órgano eléctrico.
- Tony Luz - Guitarra rítmica y guitarra sajona.
- Félix Arribas - Batería, percusión y cantante.
- Pedro Luis García - Trompeta, flauta y trombón.
- Vicente Gasca - Trompeta.
- Antonio Brito - Trompeta.
- Arreglos y Dirección de la Orquesta Manuel de Falla: Waldo de los Ríos.